# Sprachlabor (Band)
Sprachlabor ist eine deutsche Hip-Hop-Band aus Stuttgart. Die Gruppe sieht sich als Alternative zum populären, aggressiven Battlerap.

## Geschichte
Die Gruppe wurde 1997 gegründet. Sie besteht aus dem Bandmitgliedern Beatmac (Produzent), Mikkanic (Rap/Gesang) und Tier Mobilux (Rap/Gesang). Ende 1998 veröffentlichte die Gruppe ihre erste Aufnahme unter dem Titel Sprachlabor - Demo. Die erste EP mit dem Titel Rapscheiss, die sie in Eigenverantwortung veröffentlichten, folgte 2000. Auch die 2002 veröffentlichte EP Eine neue Hoffnung wurde von den Bandmitgliedern in Eigenregie veröffentlicht.
Sprachlabor war u. a. Tour-Support bei Blumentopf und den Spezializtz sowie Vorgruppe der britischen Band New Model Army. Zudem eröffneten sie im Jahre 2000 die ersten „Hip Hop Open“ in Stuttgart und spielten auf Veranstaltungen wie „Beats 4 Life“ und „Mixery Raw Deluxe“.
Das Debütalbum Richtig wurde im Jahre 2008 von Four Music veröffentlicht, die Gruppe wurde bei den Aufnahmen von Studiomusikern unterstützt. Das Intro nennt das Album in der Ausgabe 157 einen „Supereinstieg ins frische deutsche HipHop-Jahr“ und spricht von „Geschliffene[n] Reime[n], die pubertäres Gangsta-Geplapper oder vulgäres Porno-Gestammel ganz weit rechts liegen [lassen]“. Rap.de kritisiert den Mangel an Innovationen und die belanglosen, klischeehaften Texte, erwähnt jedoch ebenso wie Intro die „poppige[n], eingängige[n], groovy Beats“ von Beatmac.

## Diskografie
- 2000: Rapscheiss (EP-CD)
- 2000: Tatsächlich (Single-Vinyl)
- 2002: Eine neue Hoffnung (EP-CD)
- 2002: Eigentlich schon weg / People (Single-Vinyl)
- 2008: Richtig (Album-CD)